# Stor-Rötjärnen, Ångermanland
Stor-Rötjärnen är en sjö i Örnsköldsviks kommun i Ångermanland och ingår i Husåns huvudavrinningsområde. Sjön har en area på 0,181 kvadratkilometer och ligger 276,1 meter över havet.

## Delavrinningsområde
Stor-Rötjärnen ingår i det delavrinningsområde (707439-164256) som SMHI kallar för Mynnar i Kantsjöbäcken. Medelhöjden är 316 meter över havet och ytan är 24,74 kvadratkilometer. Det finns inga avrinningsområden uppströms utan avrinningsområdet är högsta punkten. Kvarnbäcken som avvattnar avrinningsområdet har biflödesordning 3, vilket innebär att vattnet flödar genom totalt 3 vattendrag innan det når havet efter 65 kilometer. Avrinningsområdet består mestadels av skog (81 procent). Avrinningsområdet har 1,13 kvadratkilometer vattenytor vilket ger det en sjöprocent på 4,6 procent.